# WASP-17b
WASP-17b este o exoplanetă din constelația Scorpionul care orbitează în jurul stelei WASP-17. Descoperirea sa a fost anunțată pe 11 august 2009. Este prima planetă descoperită care are o orbită retrogradă, adică orbitează în direcție opusă rotației stelei gazdă. Această descoperire a pus sub semnul întrebării teoria tradițională a formării planetare. În ceea ce privește diametrul, WASP-17b este una dintre cele mai mari exoplanete descoperite, iar având jumătate din masa lui Jupiter, a fost cea mai umflată planetă cunoscută în 2010. Pe 3 decembrie 2013, oamenii de știință care lucrau cu telescopul spațial Hubble au raportat detectarea vaporilor de apă în atmosfera exoplanetei.
WASP-17b poartă numele de Ditsö̀. Numele a fost selectat în cadrul campaniei NameExoWorlds de către Costa Rica, cu ocazia aniversării a 100 de ani a Uniunii Astronomice Internaționale. Ditsö̀ este numele pe care zeul Sibö̀ l-a dat primilor oameni Bribri din mitologia talamancană.

## Descoperire
O echipă de cercetători condusă de David Anderson de la Universitatea Keele din Staffordshire, Anglia, a descoperit gigantul gazos. Planeta se află la aproximativ 1000 de ani lumină (310 parseci), de Pământ și a fost observată tranzitând steaua gazdă WASP-17. Astfel de observații fotometrice dezvăluie și dimensiunea planetei. Descoperirea a fost făcută cu un ansamblu de telescoape la Observatorul Astronomic din Africa de Sud. Datorită implicării consorțiului de universități Wide Angle Search for Planets SuperWASP, exoplaneta, fiind a 17-a găsită până în prezent de acest grup, a primit numele actual.
Astronomii de la Observatorul din Geneva au putut utiliza apoi deplasările caracteristice spre roșu și spre albastru din spectrul stelei gazdă, determinate de variația vitezei radiale pe parcursul orbitei planetei, pentru a măsura masa planetei și a obține o indicație a excentricității sale orbitale. Examinarea atentă a deplasărilor Doppler în timpul tranzitelor le-a permis, de asemenea, să determine direcția mișcării orbitale a planetei în raport cu rotația stelei gazdă prin intermediul efectului Rossiter-McLaughlin. 

## Orbită
Se crede că WASP-17b are o orbită retrogradă (cu o înclinare normală a orbitei proiectată spre cer față de axa de rotație a stelei de aproximativ 149°). Această înclinare nu trebuie confundată cu înclinarea liniei de vedere a orbitei, care este prezentată în tabel și este aproape de 90° pentru toate planetele în tranzit. WASP-17b ar fi prima planetă descoperită cu o astfel de mișcare orbitală. Descoperirea a fost realizată prin măsurarea efectului Rossiter-McLaughlin al planetei asupra semnalului Doppler al stelei în timpul tranzitului. În timpul tranzitului, emisfera stelei care se îndreaptă spre Pământ va prezenta o ușoară deplasare spre albastru, iar emisfera opusă o deplasare spre roșu, ambele fiind atenuate de planeta care tranzitează. Oamenii de știință nu au încă o certitudine clară cu privire la motivul pentru care planeta orbitează opus rotației stelei. Teoriile includ o praștie gravitațională rezultată dintr-o aproape coliziune cu o altă planetă sau intervenția unui corp mai mic asemănător unei planete care acționează pentru a schimba treptat orbita lui WASP-17b prin înclinarea acesteia prin mecanismul Kozai. Măsurarea unghiului de rotație a orbitei a fost actualizată în 2012 la -148,7 +7.7
−6.7°.

## Proprietăți fizice
WASP-17b are o rază de 1,5 până la 2 ori mai mare decât cea a lui Jupiter și aproximativ jumătate din masă. Prin urmare, densitatea sa medie se situează între 0,08 și 0,19 g/cm³, comparativ cu 1,326 g/cm³ a lui Jupiter și 5,515 g/cm³ a Pământului (densitatea apei fiind de 1 g/cm³). Se crede că densitatea sa neobișnuit de scăzută este rezultatul unei combinații a excentricității orbitale a planetei și a proximității sale de steaua sa gazdă (mai puțin de o șeptime din distanța dintre Mercur și Soare). Acești factori duc la o flexare mare a mareei și la încălzirea interiorului planetei. Același mecanism este responsabil și pentru activitatea vulcanică intensă a lunii Io a lui Jupiter. WASP-39b are o densitate estimată la fel de scăzută.
Sodiul exoplanetar din atmosfera planetei WASP-17 a fost detectat în 2018, dar confirmarea a venit abia în 2021. În schimb, au fost identificate semnăturile spectrale ale apei, oxidului de aluminiu (AlO) și hidrurii de titan (TiH). Semnătura apei a fost confirmată în 2022, alături de absorbția dioxidului de carbon. În 2023, Telescopul Spațial James Webb a detectat pe planetă dovezi ale unor nori formați din cuarț.  

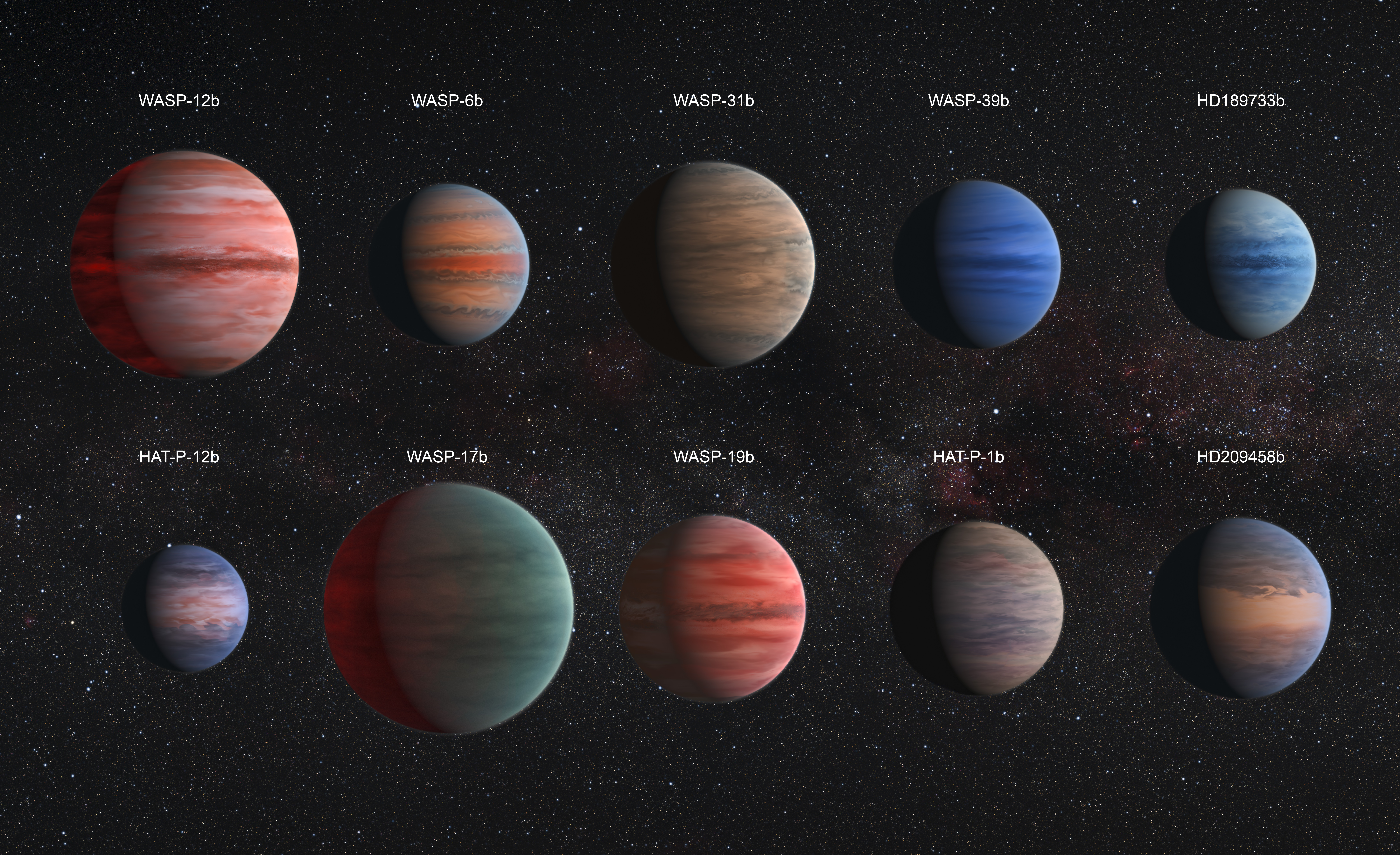
Comparație dintre exoplanetele de tip „Jupiter fierbinte” (concept de artist)De la stânga sus la dreapta jos: WASP-12b, WASP-6b, WASP-31b, WASP-39b, HD 189733 b, HAT-P-12b, WASP-17b, WASP-19b, HAT-P-1b și HD 209458 b

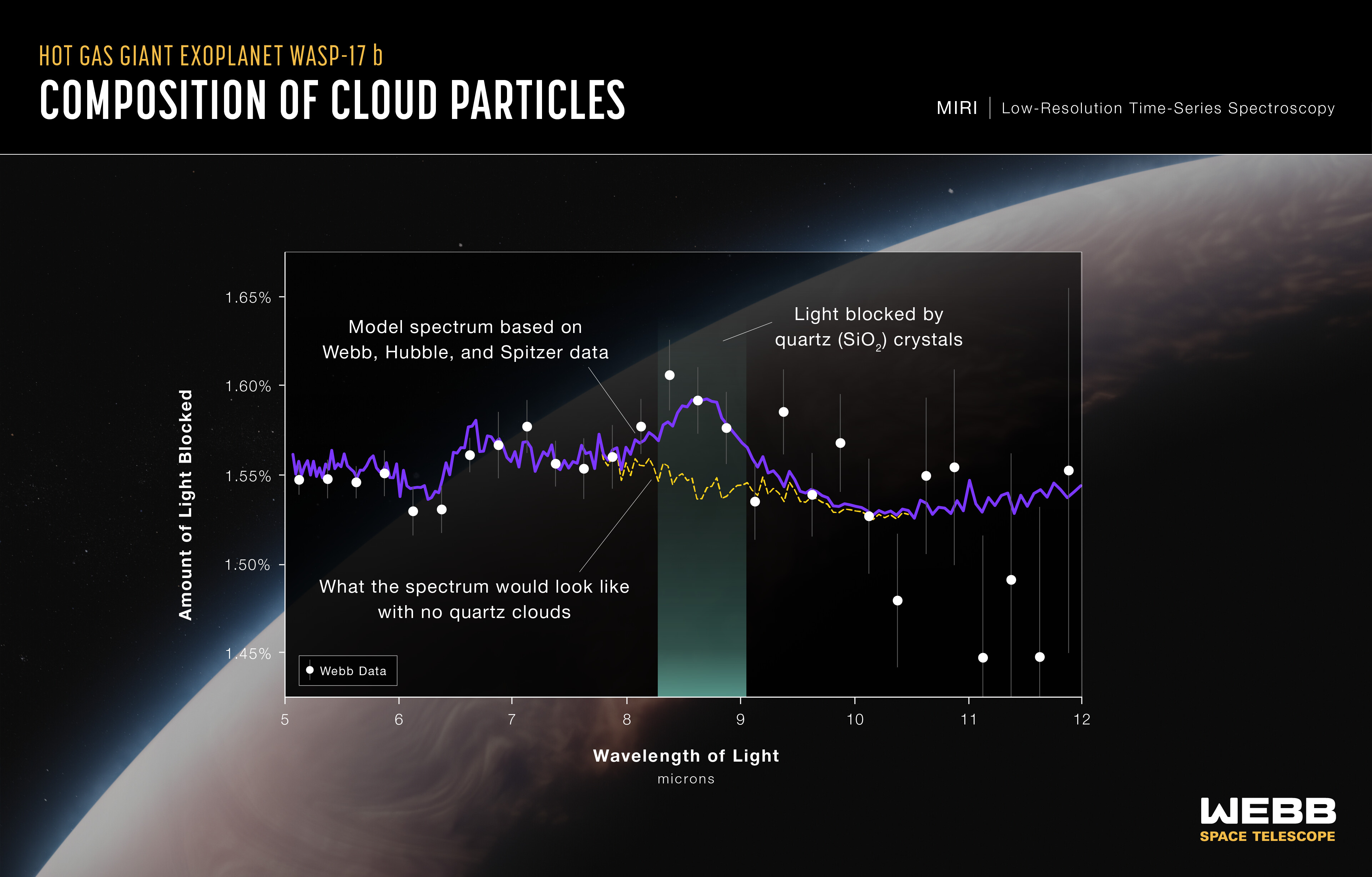
Acesta este un spectru de transmisie al exoplanetei WASP-17b, capturat de Instrumentul Mid-Infrared (MIRI) al telescopului spațial James Webb în perioada 12-13 martie 2023. Spectrul dezvăluie primele dovezi ale prezenței cuarțului (silice cristalină, SiO2) în norii unei exoplanete.